# Thierry Ngninteng
Thierry Ngninteng, né le 25 mai 1981 à Paris et mort le 20 novembre 2005 à Livry-Gargan, était un handballeur français évoluant au poste de pivot.
Formé au Tremblay-en-France Handball, il a été de toutes les accessions depuis le titre de Champion de France Nationale 3 en 1999 et faisait partie de l'effectif professionnel en Championnat de France. Fier de son département et de sa ville, il portait ainsi le n°93.
Il trouve la mort au lendemain d'une victoire avec son équipe à Angers, à la suite d'un accident de la circulation,.